# Bedono Kluwung
Bedono Kluwung is een bestuurslaag in het regentschap Purworejo van de provincie Midden-Java, Indonesië. Bedono Kluwung telt 2072 inwoners (volkstelling 2010).